# Christoffer Andersson Grip
Christoffer Andersson Grip, tidigare Stråle, född 1518, död 16 maj 1599 i Kalmar, var en svensk militär.
Christoffer Andersson hade ursprungligen adelsnamnet Stråle af Sjöared men skall enligt ett kungligt brev från 1562 fått vapenförbättring och kallade sig därefter Grip. Det kungliga brevet om detta anses emellertid idag vara en förfalskning. Inte heller uppgiften om att en av hans förfäder fick frälsebrev av kung Karl Knutsson (Bonde) har kunnat verifieras.

## Biografi
Christoffer Andersson Stråle föddes 1518. Han var son till väpnaren Anders Olofsson (Stråle af Sjöared) och Kerstin Svensdotter. Grip blev under en resa 1561 kammarherre hos drottning Elisabet I i England. 1562 blev han kamrerare hos kung Erik XIV och 19 februari 1563 skeppshövitsman. Grip blev kapten för krigsfolket i Stockholm under kungens frånvaro 1 november 1563 och blev 18 maj 1564 underamiral i Jakob Bagges flotta. Han blev 30 september 1575 slottsloven på Revals slott och stad. Blev 1576 hovjunkare hos kung Johan III. Grip var slottsfogde på Borgholm 1579–1584. Han blev ståthållare och knekthövitsman på Kalmar slott 1586. Han var även slottsfogde på Kalmar slott 1587–1590. Grip slöt sig under inbördeskriget till Sigismund och blev därför efter Kalmar slotts erövring av hertig Karl dömd till döden och halshuggen. Grip och ståthållare Johan Sparre halshöggs 16 maj 1599 och deras huvuden sattes på en järnstång över Kalmar stadsport. Grip begravdes i Kalmar kyrka.

### Egendom
Grip ägde Stensnäs i Ryssby socken och Stäflö i Åby socken.

### Familj
Grip gifte sig första gången med kerstin Fleming, dotter av Per Eriksson Fleming och Margareta Ram..
Grip gifte sig andra gången 10 november 1577 i Uppsala med Gertrud Ulfsdotter (Snakenborg) (1545–1588), dotter av riksrådet Ulf Henriksson (Snakenborg) och Agneta Knutsdotter Lillie af Ökna. De fick tillsammans barnen Ulf Christoffersson Grip (1579–1644), Märta Grip som var gift med kungliga sekreteraren Truls Planesson Rosenstråle, Gunilla Grip, Knut Christoffersson Grip (1584–1584) assessor Anders Christoffersson Grip och Agneta Grip (död 1650) som var gift med assessorn Erik Ulfsparre af Broxvik.
Grip gifte sig tredje gången 6 februari 1589 i Kalmar med Catharina Stensdotter, dotter av Sten Bengtsson och Kerstin Anundsdotter (Ulfsax).